# Hach

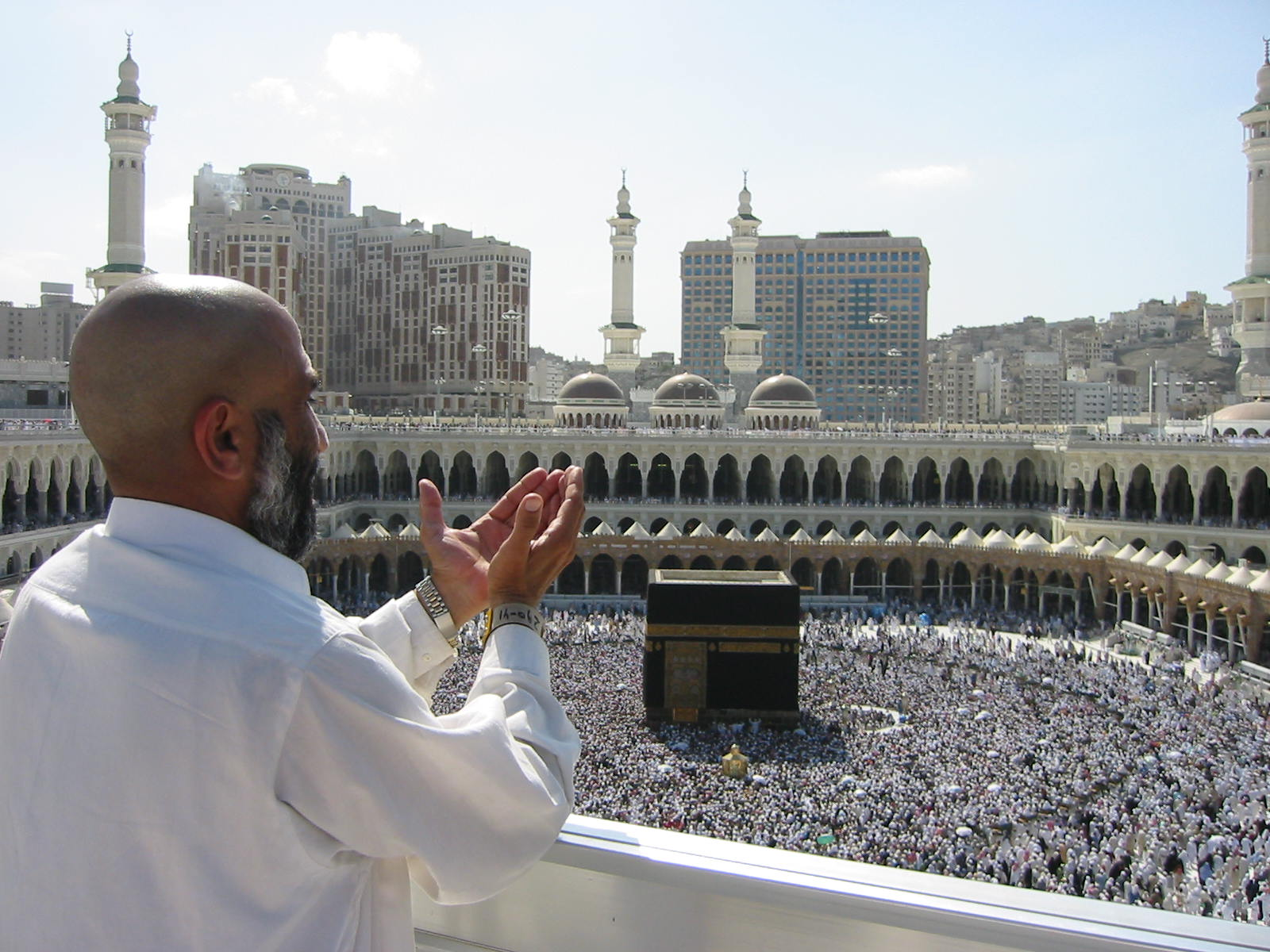
Un orante suplicando en la mezquita Másyid al-Haram, en la ciudad de La Meca. En el centro está la Kaaba, la «casa de Dios», un fragmento de meteorito recubierto de la kiswa —una tela de seda negra con caligrafías bordadas en oro de la profesión de fe musulmana y versos coránicos— hacia la cual todos los musulmanes oran cinco veces al día.

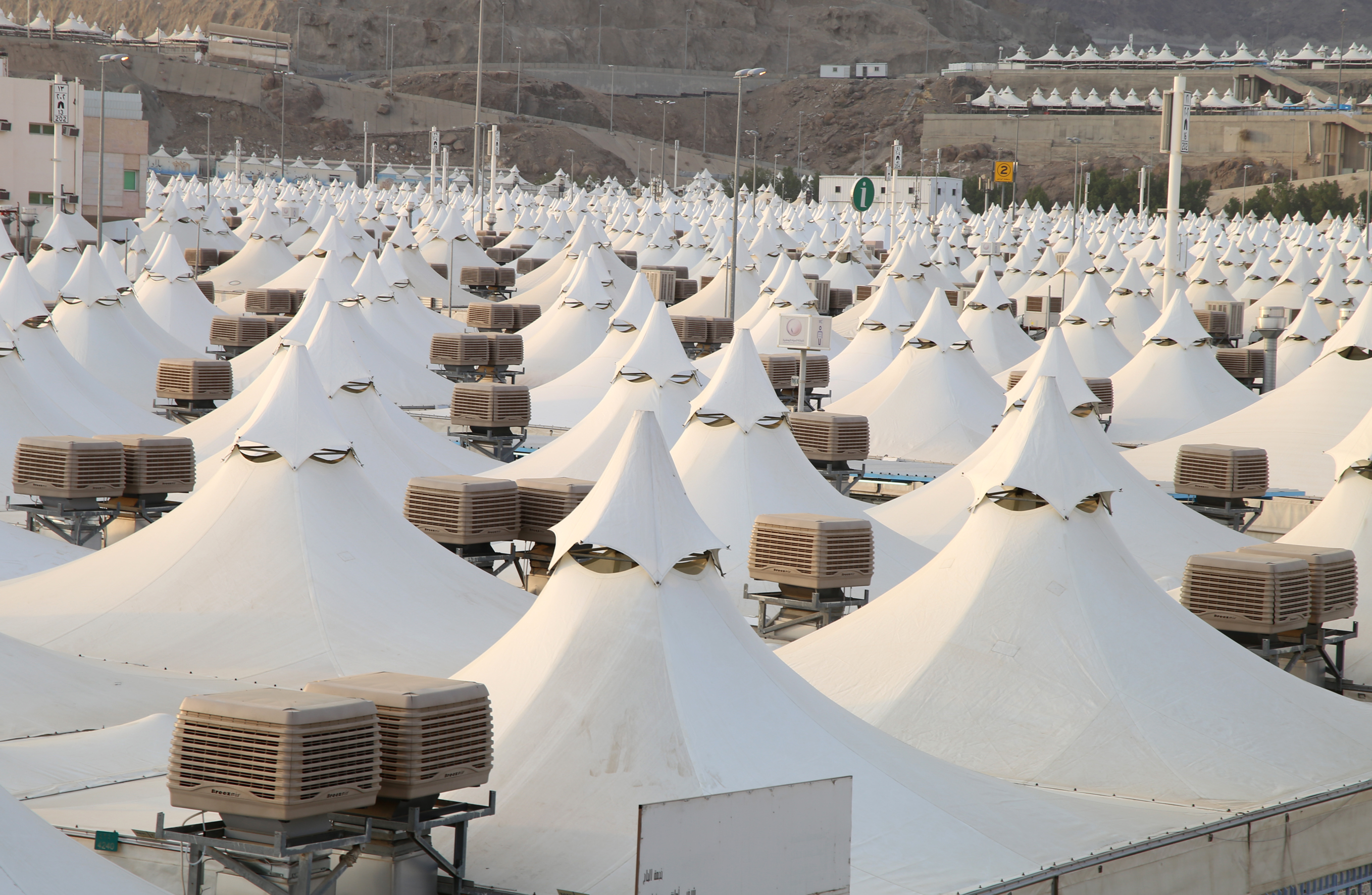
Tiendas instaladas para los peregrinos en la ciudad de Mina, a 2 kilómetros de La Meca.

El hach, también conocido como la peregrinación a La Meca (en árabe: حَجّ‎ Ḥajj,  /hɑːdʒ/), es una obligación religiosa de los musulmanes que consiste en el viaje a la ciudad de La Meca (Arabia Saudita) durante el último mes del calendario islámico para realizar una serie de rituales, entre ellos las siete circunvalaciones a la Kaaba.
La peregrinación a La Meca es uno de los cinco pilares de la religión islámica que deben cumplir todos los adultos que sean física y económicamente capaces de emprender el viaje y de mantener a su familia durante la ausencia del hogar.
En terminología islámica, el hach o peregrinación es una demostración de la solidaridad del pueblo musulmán y de su sumisión a Alá. Los ritos de peregrinación se realizan durante cinco o seis días, desde el 8 hasta el 12 o 13 de Dhu ul-Híyyah, el último mes del calendario musulmán. Debido a que el calendario islámico es lunar y el año islámico es aproximadamente once días más corto que el año gregoriano usado en el resto del mundo, la fecha de la temporada de peregrinación a La Meca cambia de un año a otro. En 2022 (1443 AH), Dhu al-Hijjah fue del 30 de junio al 29 de julio.
El ritual de peregrinación a La Meca fue creado en vida del profeta islámico Mahoma (siglo VII d. C.), pero los musulmanes consideran que se remonta miles de años atrás, a la época de Abraham. Durante la semana del hach, los peregrinos se reúnen  en procesiones de millones de personas, que convergen simultáneamente en La Meca y efectúan una serie de rituales: cada persona camina en el sentido contrario a las agujas del reloj siete veces alrededor de la Kaaba (un edificio en forma de cubo y la dirección de oración (alquibla) para los musulmanes) a paso ligero entre las colinas de Safa y Marwah, luego bebe del pozo de Zamzam, va a las llanuras del monte Arafat para permanecer en vigilia, pasa una noche en la llanura de Muzdalifa y realiza la simbólica lapidación del diablo arrojando piedras a tres pilares. Después del sacrificio de un animal (que se puede cumplir mediante el uso de un cupón), los peregrinos deben afeitarse o recortarse la cabellera (varones) o cortarse las puntas del cabello (mujeres). Durante los cuatro días posteriores se celebra en todo el mundo el festival Eid al-Adha (la fiesta del cordero). Los musulmanes también pueden hacer una umrah (en árabe: عُمرَة‎), o "peregrinaje menor" a La Meca en otras épocas del año, pero la umrah no sustituye al hach y los musulmanes siguen  obligados a realizar el hach en algún otro momento de su vida si tienen los medios para ello.
Según las estadísticas oficiales publicadas entre 2000 y 2019, el promedio de asistentes es de 2 269 145 por año, de los cuales 1 564 710 provienen de fuera de Arabia Saudita y 671 983 son locales. El año 2012 marca el mayor número de participantes con 3.161.573. En junio de 2020, aunque no se canceló el hach por completo, el gobierno saudí anunció que solo daría la bienvenida a "un número muy limitado" de peregrinos que sean residentes de Arabia Saudita debido a la pandemia mundial de COVID-19. Se aplicaron restricciones similares en 2021, pero a las mujeres se les permitió asistir sin un tutor masculino (mehrem) siempre que fueran en un grupo de confianza. En el 2024, se reportaron que más de 1,300 personas han fallecido por una ola de calor durante la peregrinación.

## Etimología
La palabra en árabe: حج‎ /ħædʒ, ħæɡ/ es similar en hebreo: חג‎ ḥag [χaɡ], que significa "vacaciones", ambas provienen de la raíz semítica trilítera ח-ח-ג; el significado del verbo es "ir alrededor" o "dar vueltas". El judaísmo también ejecuta una circunvalación en el ritual hakafot durante la Hoshanah Rabbah al final del festival de sucot; además, tradicionalmente las novias judías circunvalan a sus novios durante la ceremonia nupcial bajo la jupá. De esta costumbre se tomó prestada la raíz para el significado familiar de fiesta, celebración y festividad. De manera similar, en el Islam, la persona que realiza el hach a La Meca tiene que dar la vuelta a la Kaaba y ofrecer sacrificios.
La palabra hach (حَاجّ [ḥāŷŷ]), en femenino hacha (حَاجةّ [ḥāŷŷa]), se aplica también como tratamiento a quien ha hecho la peregrinación a La Meca. Aunque en lengua árabe este término no es exactamente igual al que designa a la peregrinación misma (la primera lleva «ā» larga, por ser participio activo: el que realiza la peregrinación), en la transcripción común periodística da el mismo resultado, no así en la transliteración técnica.

## Historia

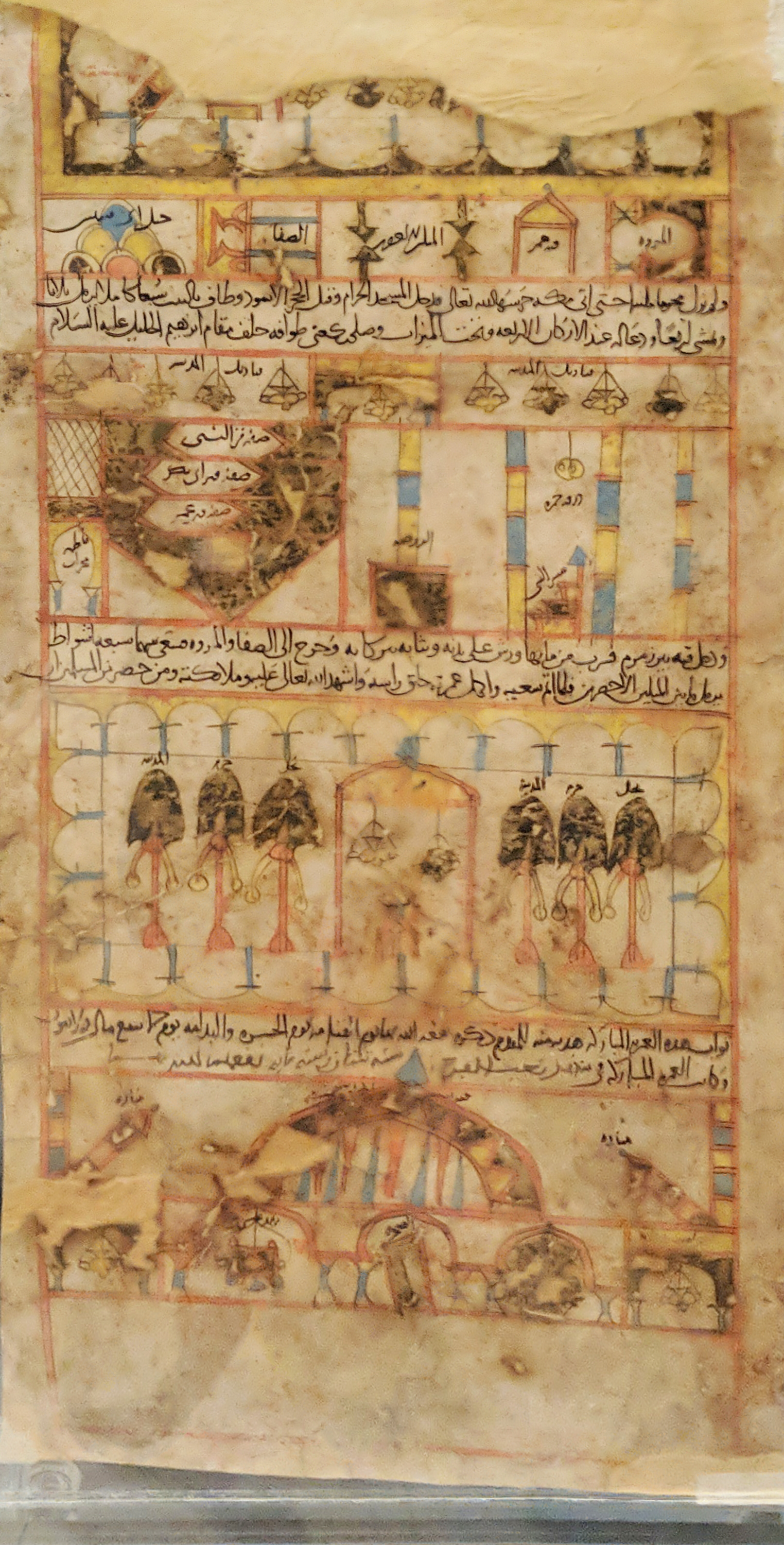
Un certificado de hach fechado en 602 AH (1205 EC).

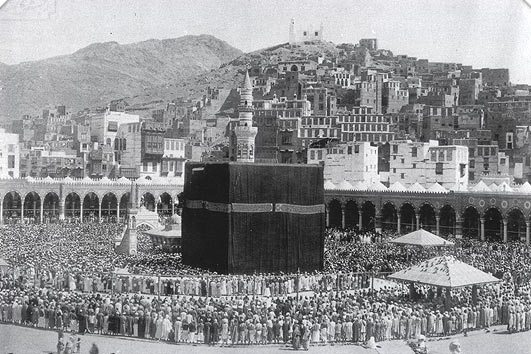
Una fotografía de 1907 de personas rezando cerca de la Kaaba en la Gran Mezquita de La Meca.

El patrón actual del hach fue establecido por Mahoma. Sin embargo, según la leyenda islámica tal como aparece en el Corán, los elementos del hach se remontan a la época de Abraham. Dios ordenó a Abraham que dejara solos a su esposa Agar y a su hijo Ismael en el desierto de la antigua Meca. En busca de agua, Agar corrió desesperadamente siete veces entre las dos colinas de Safa y Marwah, pero no encontró nada. Volviendo desesperada al lugar donde estaba Ismael, vio al bebé arañando el suelo con la pierna y una fuente de agua brotó debajo del pie. Más tarde, a Abraham se le ordenó construir la Kaaba (lo que hizo con la ayuda de Ismael) e invitar a la gente a que peregrinaran allí. El Corán se refiere a esta narración en los versículos del Corán 2.124–127 y Corán 22.27–30. Se dice que el arcángel Gabriel trajo la Piedra Negra del Cielo para unirla a la Kaaba.
En la Arabia preislámica, una época conocida como jahiliyyah, la Kaaba estaba rodeada de ídolos paganos. En el año 630 d. C., Mahoma condujo a sus seguidores desde Medina a La Meca, limpió la Kaaba destruyendo todos los ídolos paganos y luego consagró el edificio a Dios. En el año 632 d. C., Mahoma realizó su única y última peregrinación con un gran número de seguidores y les instruyó sobre los ritos del hach. Fue a partir de este momento que el hach se convirtió en uno de los cinco pilares del Islam.
Durante la época medieval, los peregrinos se reunían en las grandes ciudades de Siria, Egipto e Irak para ir a La Meca en grupos y caravanas compuestas por decenas de miles de peregrinos, a menudo bajo patrocinio estatal. Las caravanas del hach, particularmente con el advenimiento del Sultanato Mameluco y su sucesor, el Imperio Otomano, iban escoltadas por una fuerza militar acompañada por médicos bajo el mando de un emir al-hajj. Esto se hizo para proteger a la caravana de ladrones beduinos o de peligros naturales, y para garantizar que los peregrinos recibieran las provisiones necesarias. Algunos viajeros musulmanes, como Ibn Jubayr e Ibn Battuta, han registrado relatos detallados de los viajes del hach en la época medieval. Las caravanas seguían rutas bien establecidas llamadas en árabe darb al-hajj, lit. "camino de peregrinación", que solían seguir rutas antiguas, como el Camino del Rey.

## Viaje a Medina
Durante el hach, es tradicional que los peregrinos viajen también a la ciudad de Medina (a 450 kilómetros (279,6 mi) al noreste) para rezar en Al-Masjid an-Nabawi (la Mezquita del Profeta), que contiene la tumba del profeta Mahoma. La Mezquita de Quba y Masjid al-Qiblatayn también suelen ser visitadas.

## Significado
Para los musulmanes, el hach se asocia con un significado tanto religioso como social. La obligación de realizar esta peregrinación sólo se cumple si se lleva a cabo del octavo al duodécimo día del último mes del calendario islámico. Si en un año determinado, un musulmán adulto goza de buena salud y su vida y riqueza están seguras, debe realizar el hach en el mismo año. Retrasarlo se considera pecaminoso a menos que el retraso se deba a razones fuera de su alcance.
Además de ser un deber religioso obligatorio, se considera que el hach tiene un mérito espiritual que brinda a los musulmanes la oportunidad de renovarse. El hach sirve como un recordatorio del Día del Juicio, cuando los musulmanes creen que las personas se presentarán ante Dios. La literatura de hadices (dichos de Mahoma) articula varios méritos que un peregrino logra al completar con éxito su hach.  Después de una peregrinación exitosa, los peregrinos pueden prefijar sus nombres con el título 'Al-Hajji' (hach y hacha en caso de mujeres) y son respetados en la sociedad musulmana. Sin embargo, los eruditos islámicos sugieren que el hach debería significar el compromiso religioso de un musulmán y no debería ser una medida de su estatus social. El hach reúne y une a los musulmanes de diferentes partes del mundo, independientemente de su raza, color y cultura, lo que actúa como un símbolo de igualdad.
Un estudio de 2008 sobre el impacto de participar en la peregrinación islámica encontró que las comunidades musulmanas se vuelven más positivas y tolerantes después de la experiencia del hach. Titulado Estimating the Impact of the Hajj: Religion and Tolerance in Islam's Global Gathering y realizado en conjunto con la Escuela de Gobierno John F. Kennedy de la Universidad de Harvard, el estudio señaló que el hach "aumenta la creencia en la igualdad y la armonía entre los grupos étnicos e islámicos" y conduce a “actitudes más favorables hacia las mujeres, incluida una mayor aceptación de la educación y el empleo femenino" y que "los que han hecho el hach muestran una mayor creencia en la paz, la igualdad y la armonía entre los creyentes de diferentes religiones".

## Arreglos e instalaciones

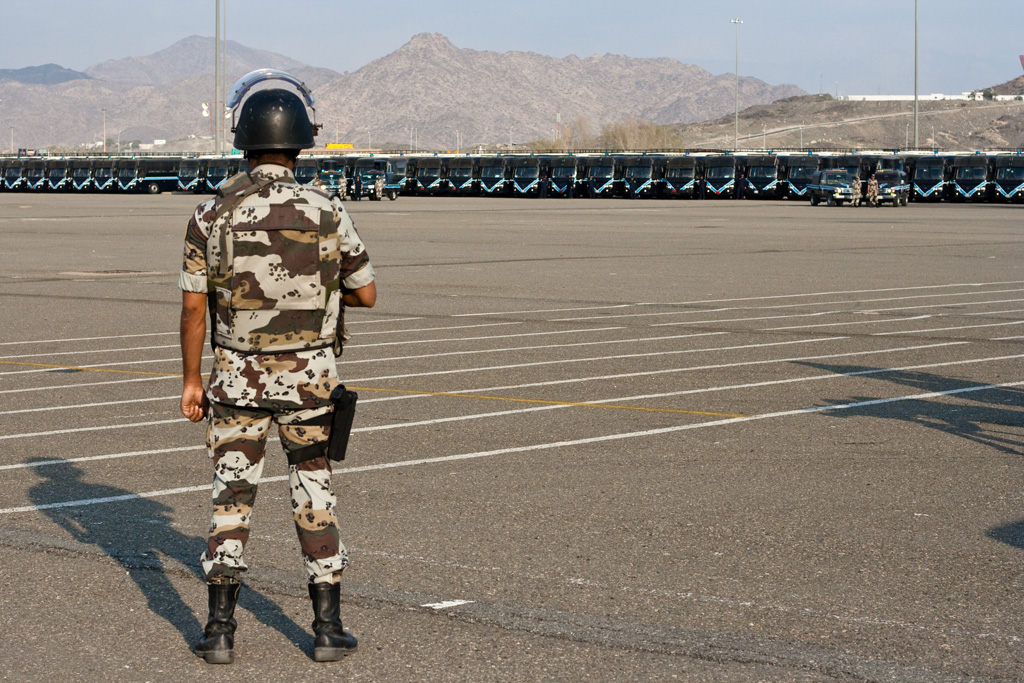
Un oficial de seguridad saudita en vigilia

La mayoría de los asuntos relacionados con el hach se gestionan por el Ministerio del hach y la umrah. Tomar las medidas necesarias cada año para el creciente número de peregrinos plantea un desafío logístico para el gobierno de Arabia Saudita, que, desde la década de 1950, ha gastado más de $ 100 mil millones para aumentar las instalaciones de peregrinación. El gobierno abordó y mejoró en gran medida cuestiones importantes como la vivienda, el transporte, el saneamiento y la atención médica mediante la introducción de varios programas de desarrollo, con el resultado de que los peregrinos disfrutan ahora de instalaciones modernas y pueden realizar los diversos ritos con tranquilidad. El gobierno saudita suele establecer cuotas para que varios países mantengan un nivel aceptable de peregrinos y moviliza enormes contingentes de  seguridad y cámaras de circuito cerrado de televisión para mantener la seguridad general durante el hach. Varias instituciones y programas gubernamentales, como el subsidio Haj de Pakistán o Tabung Haji con sede en Malasia, ayudan a los peregrinos a cubrir los costos del viaje. Para el hach de 2014, se instalaron mostradores de información especiales del hach en los aeropuertos de Pakistán para ayudar a los peregrinos.

### Transporte
Tradicionalmente, la peregrinación a La Meca era ante todo un viaje por tierra utilizando camellos como medio de transporte. Durante la segunda mitad del siglo XIX (después de la década de 1850), los barcos de vapor comenzaron a usarse para la peregrinación a La Meca y aumentó el número de peregrinos que viajaban por las rutas marítimas. Esto continuó durante algún tiempo, hasta que los viajes aéreos llegaron a predominar; Egipto introdujo el primer servicio aéreo para los peregrinos del hach en 1937. Hoy en día, muchas aerolíneas y agencias de viajes ofrecen paquetes de hach y organizan el transporte y el alojamiento de los peregrinos. El Aeropuerto Internacional Rey Abdulaziz en Jeddah y el Aeropuerto Príncipe Mohammad Bin Abdulaziz en Medina tienen terminales dedicadas a peregrinos para atender a los numerosos peregrinos. Otros aeropuertos internacionales en todo el mundo, como el Aeropuerto Indira Gandhi en Nueva Delhi, el Aeropuerto Internacional Rajiv Gandhi en Hyderabad, Jinnah en Karachi y Soekarno-Hatta en Yakarta también tienen terminales dedicadas o instalaciones temporales para atender a los peregrinos cuando parten para el hach y cuando regresan a su hogar. Durante el hach, muchas aerolíneas realizan vuelos adicionales para acomodar a la gran cantidad de peregrinos.

## Problemas modernos del control de multitudes
El número de peregrinos ha aumentado mucho en los últimos años, lo que ha provocado numerosos accidentes y muertes por hacinamiento. El primer gran accidente durante el hach en los tiempos modernos ocurrió en 1990, cuando una estampida en un túnel causó la muerte de 1.462 personas. Posteriormente, se aplicaron varias técnicas de control de multitudes para mejorar la seguridad. Debido a las grandes multitudes, algunos de los rituales se han vuelto más simbólicos. Por ejemplo, ya no es necesario besar la Piedra Negra. En cambio, los peregrinos lo señalan simplemente en cada vuelta alrededor de la Kaaba. Además, los grandes pilares utilizados para arrojar guijarros se transformaron en paredes largas en 2004 con cuencas debajo para recoger las piedras. Otro ejemplo es que ahora el sacrificio de animales se hace en mataderos designados por las autoridades saudíes, sin que los peregrinos estén presentes allí. En los años 70 y 80 se produjeron una serie de muertes a causa de una estampida o un asedio.
A pesar de las medidas de seguridad, pueden ocurrir incidentes durante el hach, ya que los peregrinos son pisoteados o las rampas se derrumban bajo el peso de los numerosos visitantes. Durante el hach de 2015, una estampida provocó 769 muertos y 934 heridos, según las autoridades saudíes. Un informe de Associated Press totalizó al menos 2.411 muertes según los informes oficiales de otros países, lo que lo convierte en el episodio más mortal hasta la fecha. Se plantearon problemas en 2013 y 2014 sobre la propagación del MERS debido a las reuniones masivas durante el hach. El ministro de Salud saudí, Abdullah Al-Rabia, dijo que las autoridades no habían detectado casos de MERS entre los peregrinos hasta ese momento y que, a pesar de los pocos casos de MERS, Arabia Saudita estaba lista para la peregrinación.
En noviembre de 2017, las autoridades sauditas prohibieron las autofotos en ambos lugares sagrados.
En febrero de 2020, Arabia Saudita prohibió temporalmente la entrada de peregrinos extranjeros a La Meca y Medina para evitar la propagación de COVID-19 en el reino. Más tarde suspendió temporalmente la umrah. En junio, el gobierno saudí anunció que solo se permitiría participar en el hach a "un número muy limitado" de peregrinos que ya residían en Arabia Saudita.

## El hach y la economía saudita
En 2014, se esperaba que Arabia Saudita ganara hasta $8.5 mil millones con el hach, lo que lo convierte en la mayor fuente de ingresos de Arabia Saudita después del petróleo y el gas. Se espera que el país dependa más del hach a medida que disminuyan las cantidades de petróleo y gas disponibles para la venta.
Además, el aumento del turismo religioso de alrededor de 12 millones de musulmanes anualmente a casi 17 millones para 2025 ha dado lugar a un incremento de los negocios hoteleros de lujo en la zona para acoger a los peregrinos. La firma Abraj al-Bait tenía la intención de construir hoteles, centros comerciales y apartamentos que, según se afirma, tienen un valor estimado de tres mil millones de dólares. Según la Embajada de Arabia Saudita, el gobierno saudí trabajaba para crear programas que promuevan el saneamiento, la vivienda, el transporte y el bienestar a medida que se eleva el número de peregrinos visitantes.
La mayoría de los peregrinos procedentes de países como Estados Unidos, Australia y el Reino Unido deciden comprar paquetes de agencias autorizadas de hach en sus países. Esto ayuda a dirigir el flujo de tráfico hacia el reino saudí y permite que los peregrinos trabajen directamente con una empresa responsable de sus servicios en lugar de tratar directamente con el gobierno de Arabia Saudita.
En julio de 2020, el WSJ informó que luego de la pandemia de COVID-19, las autoridades saudíes redujeron el evento de cinco días en La Meca a menos de 10,000 personas que ya residen en el país. También dijo que las industrias de alojamiento y viviendas que dependen completamente de los ingresos del hach, sufrirán graves pérdidas de ingresos. (Ver también: Impacto de la pandemia de COVID-19 en el hach.)

## Número de peregrinos por año

Comparación de los mayores movimientos de personas que se repiten periódicamente. El hach es la tercera mayor peregrinación tras el Arbain y el Kumbhamela.

Ha habido un aumento sustancial en el número de peregrinos durante los últimos 92 años, y el número de peregrinos extranjeros ha aumentado aproximadamente un 2.824 por ciento, de 58.584 en 1920 a 1.712.962 en 2012. Ante al trabajo de desarrollo y expansión en Masjid al-Haram, la autoridad restringió el número de peregrinos en 2013.
Entre 1940 y 1945, se restringió la llegada de peregrinos extranjeros a Arabia Saudita como resultado de la Segunda Guerra Mundial. Posteriormente, todas las peregrinaciones a partir de 2020 han estado muy restringidas a medida que el país se enfrentaba a la pandemia de COVID-19.
Cifras de peregrinos llegados a Arabia Saudita cada año para realizar el hach:
| Año gregoriano | Hégira | Peregrinos locales  | Peregrinos extranjeros | Total               |
| -------------- | ------ | ------------------- | ---------------------- | ------------------- |
| 1920           | 1338   |                     | 58,584                 |                     |
| 1921           | 1339   |                     | 57,255                 |                     |
| 1922           | 1340   |                     | 56,319                 |                     |
| 1950           | 1369   |                     | 100,000 (approx.)      |                     |
| 1950s          |        |                     | 150,000 (approx.)      |                     |
| 1960s          |        |                     | 300,000 (approx.)      |                     |
| 1970s          |        |                     | 700,000 (approx.)      |                     |
| 1980s          |        |                     | 900,000 (approx.)      |                     |
| 1989           | 1409   |                     | 774,600                |                     |
| 1990           | 1410   |                     | 827,200                |                     |
| 1991           | 1411   |                     | 720,100                |                     |
| 1992           | 1412   |                     | 1,015,700              |                     |
| 1993           | 1413   |                     | 992,800                |                     |
| 1994           | 1414   |                     | 997,400                |                     |
| 1995           | 1415   |                     | 1,046,307              |                     |
| 1996           | 1416   | 784,769             | 1,080,465              | 1,865,234           |
| 1997           | 1417   | 774,260             | 1,168,591              | 1,942,851           |
| 1998           | 1418   | 699,770             | 1,132,344              | 1,832,114           |
| 1999           | 1419   | 775,268             | 1,056,730              | 1,831,998           |
| 2000           | 1420   | 466,430             | 1,267,355              | 1,733,785           |
| 2001           | 1421   | 440,808             | 1,363,992              | 1,804,800           |
| 2002           | 1422   | 590,576             | 1,354,184              | 1,944,760           |
| 2003           | 1423   | 493,230             | 1,431,012              | 1,924,242           |
| 2004           | 1424   | 473,004             | 1,419,706              | 1,892,710           |
| 2005           | 1425   | 1,030,000 (approx.) | 1,534,769              | 2,560,000 (approx.) |
| 2006           | 1426   | 573,147             | 1,557,447              | 2,130,594           |
| 2006           | 1427   | 724,229             | 1,654,407              | 2,378,636           |
| 2007           | 1428   | 746,511             | 1,707,814              | 2,454,325           |
| 2008           | 1429   |                     | 1,729,841              |                     |
| 2009           | 1430   | 154,000             | 1,613,000              | 2,521,000           |
| 2010           | 1431   | 989,798             | 1,799,601              | 2,854,345           |
| 2011           | 1432   | 1,099,522           | 1,828,195              | 2,927,717           |
| 2012           | 1433   | 1,408,641           | 1,752,932              | 3,161,573           |
| 2013           | 1434   | 600,718             | 1,379,531              | 1,980,249           |
| 2014           | 1435   | 696,185             | 1,389,053              | 2,085,238           |
| 2015           | 1436   | 567,876             | 1,384,941              | 1,952,817           |
| 2016           | 1437   | 537,537             | 1,325,372              | 1,862,909           |
| 2017           | 1438   | 600,108             | 1,752,014              | 2,352,122           |
| 2018           | 1439   | 612,953             | 1,758,722              | 2,371,675           |
| 2019           | 1440   | 634,379             | 1,855,027              | 2,489,406           |
| 2020           | 1441   |                     |                        | 1,000               |
| 2021           | 1442   | 58,745              | 0                      | 58,745              |
| 2022           | 1443   | 119,434             | 779,919                | 899,353             |

## Galería

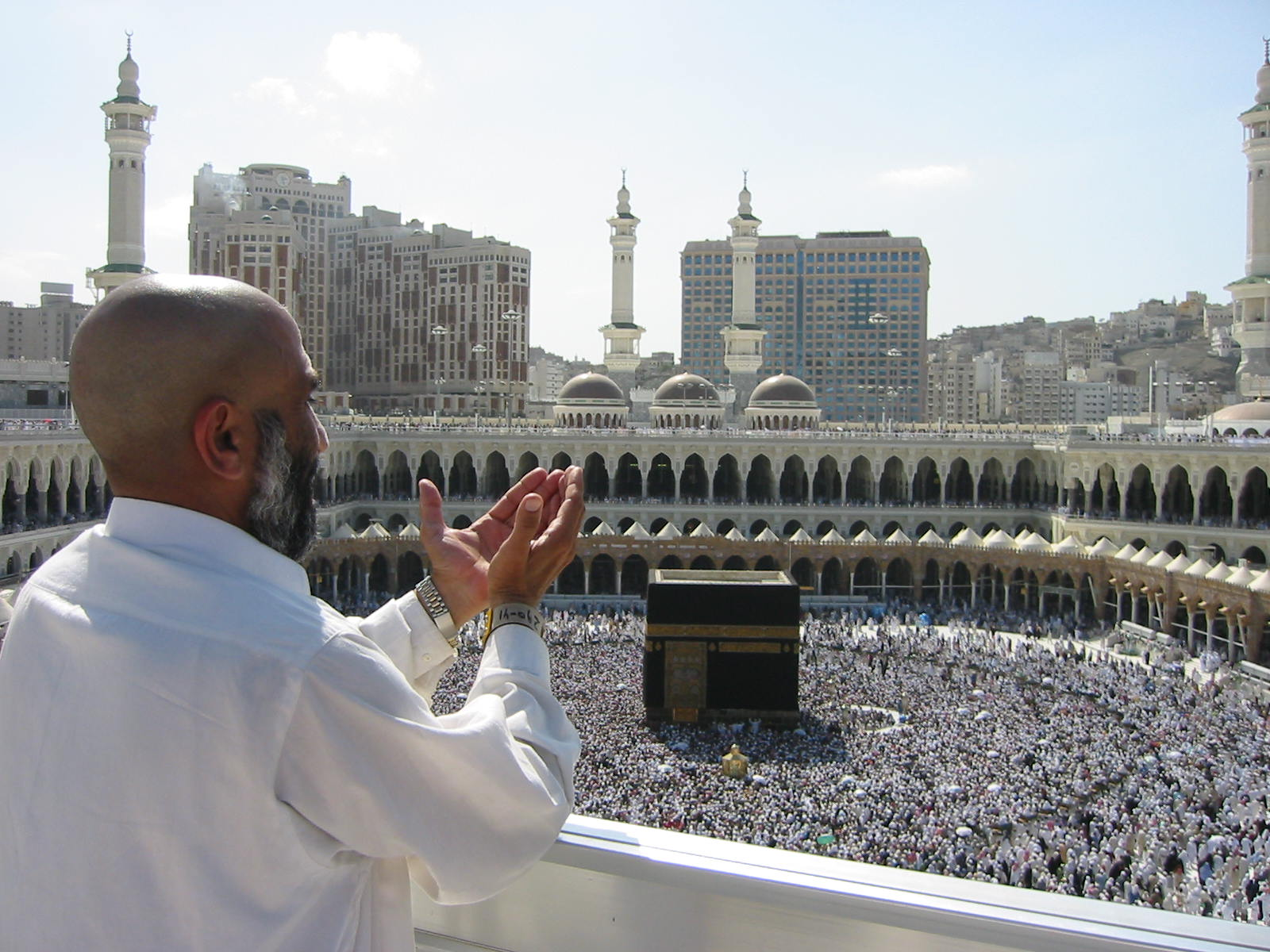
Peregrino en súplica en Al-Masjid Al-Haram en La Meca.
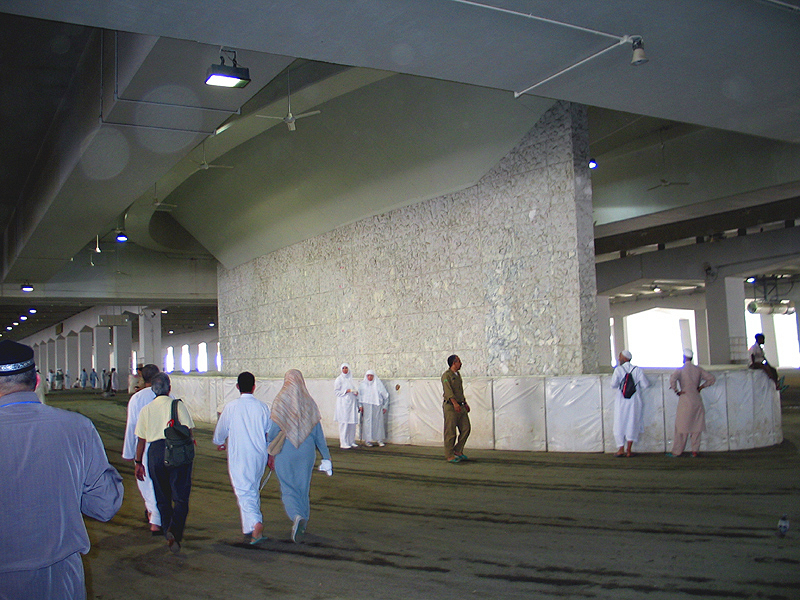
El jamarah (pilar) más grande. Estos pilares representan los males en el islam y los devotos los apedrean.
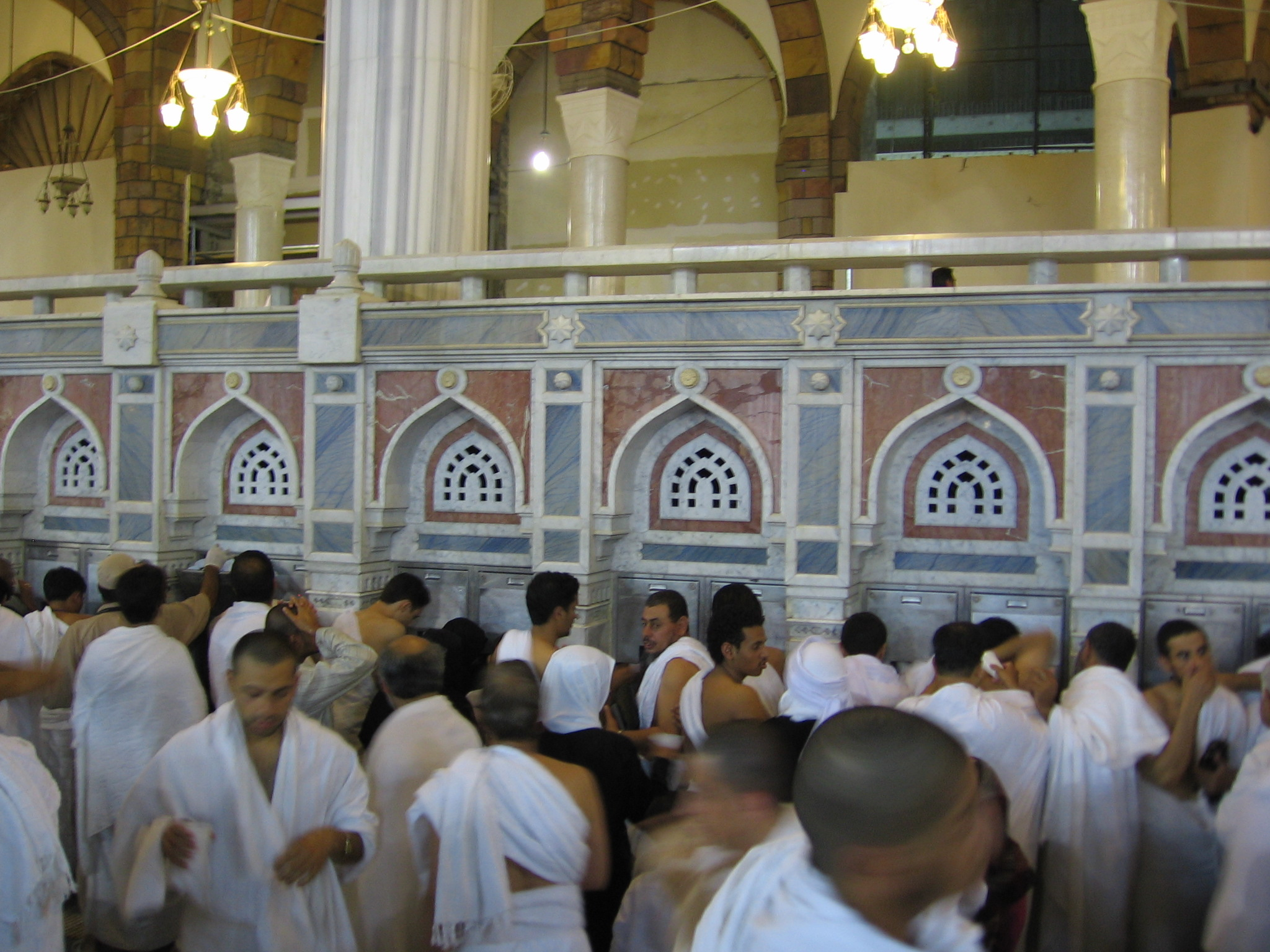
Peregrinos visitando el pozo de Zamzam.
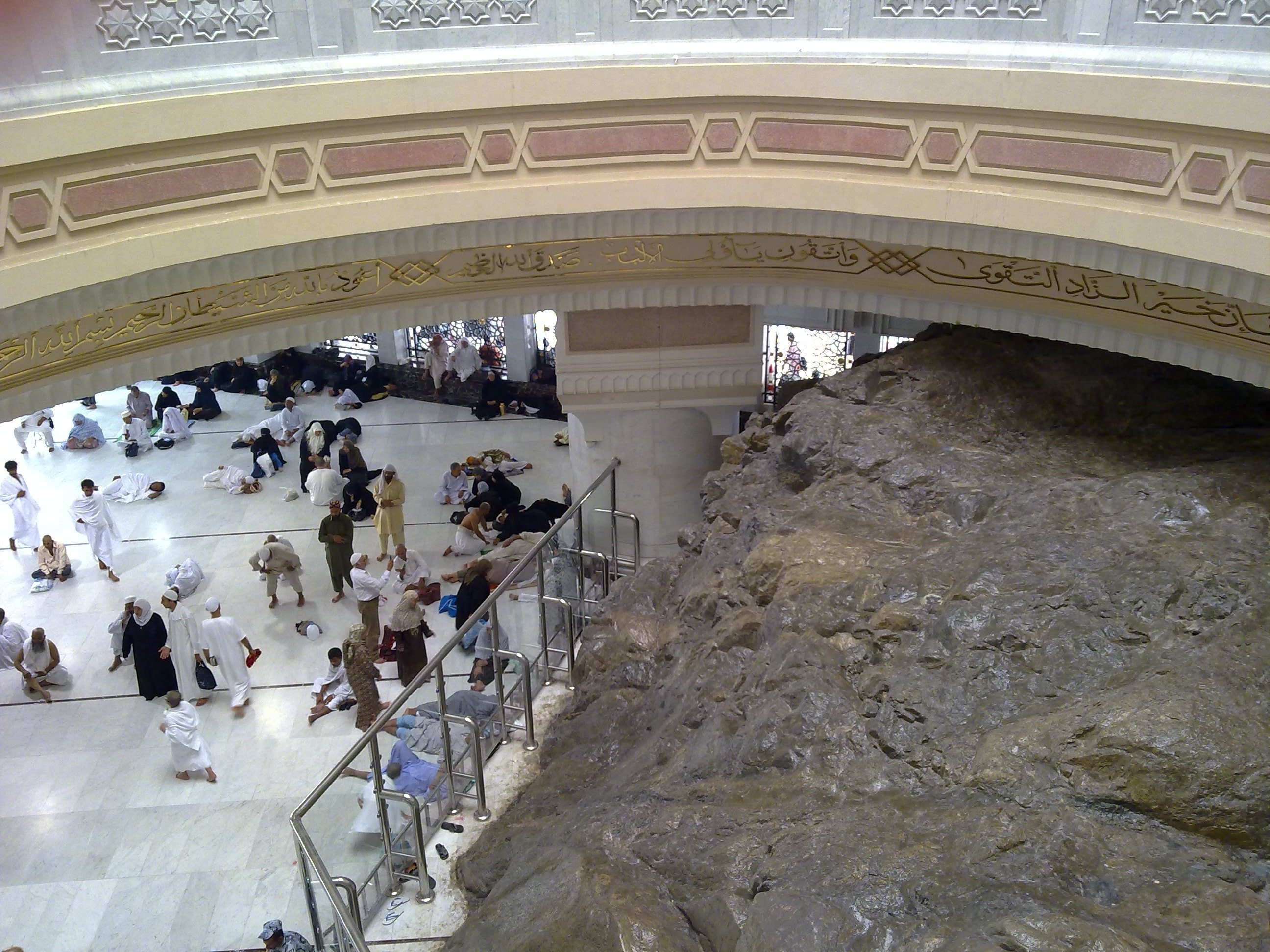
Monte Safa dentro de Al-Masjid Al-Haram, en La Meca.
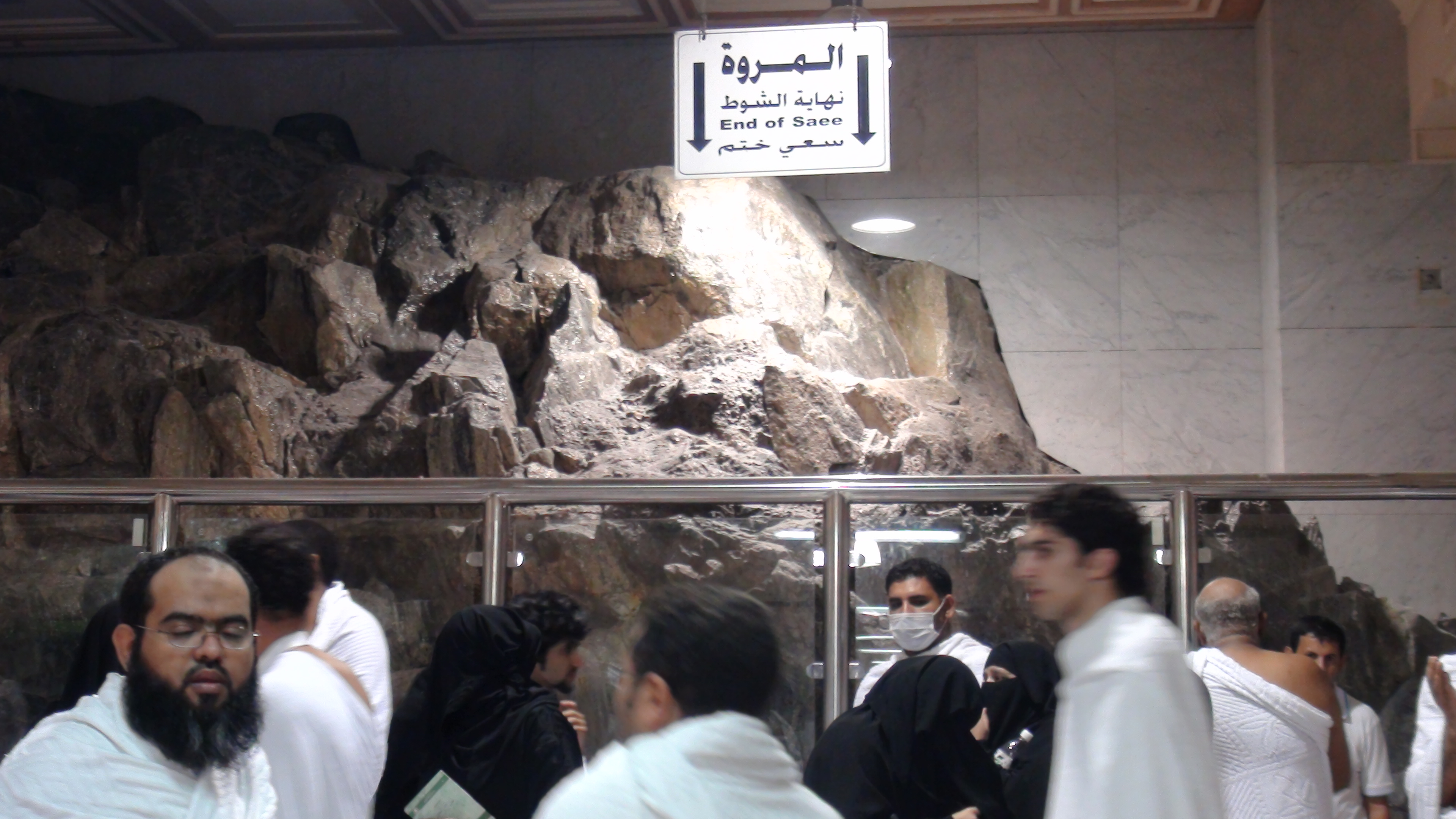
Monte Marwah dentro de Al-Masjid Al-Haram, La Meca.
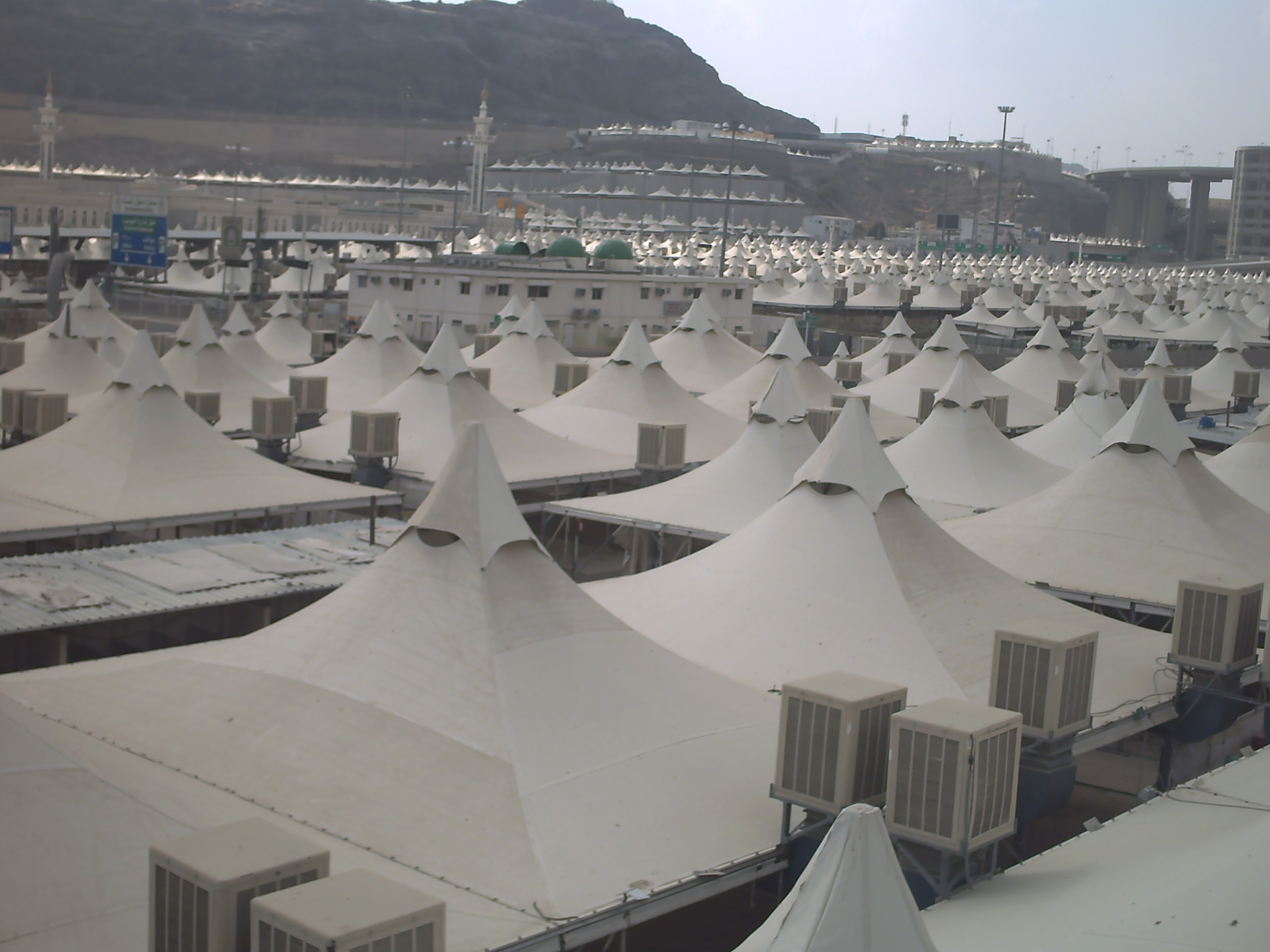
Tiendas en Mina.
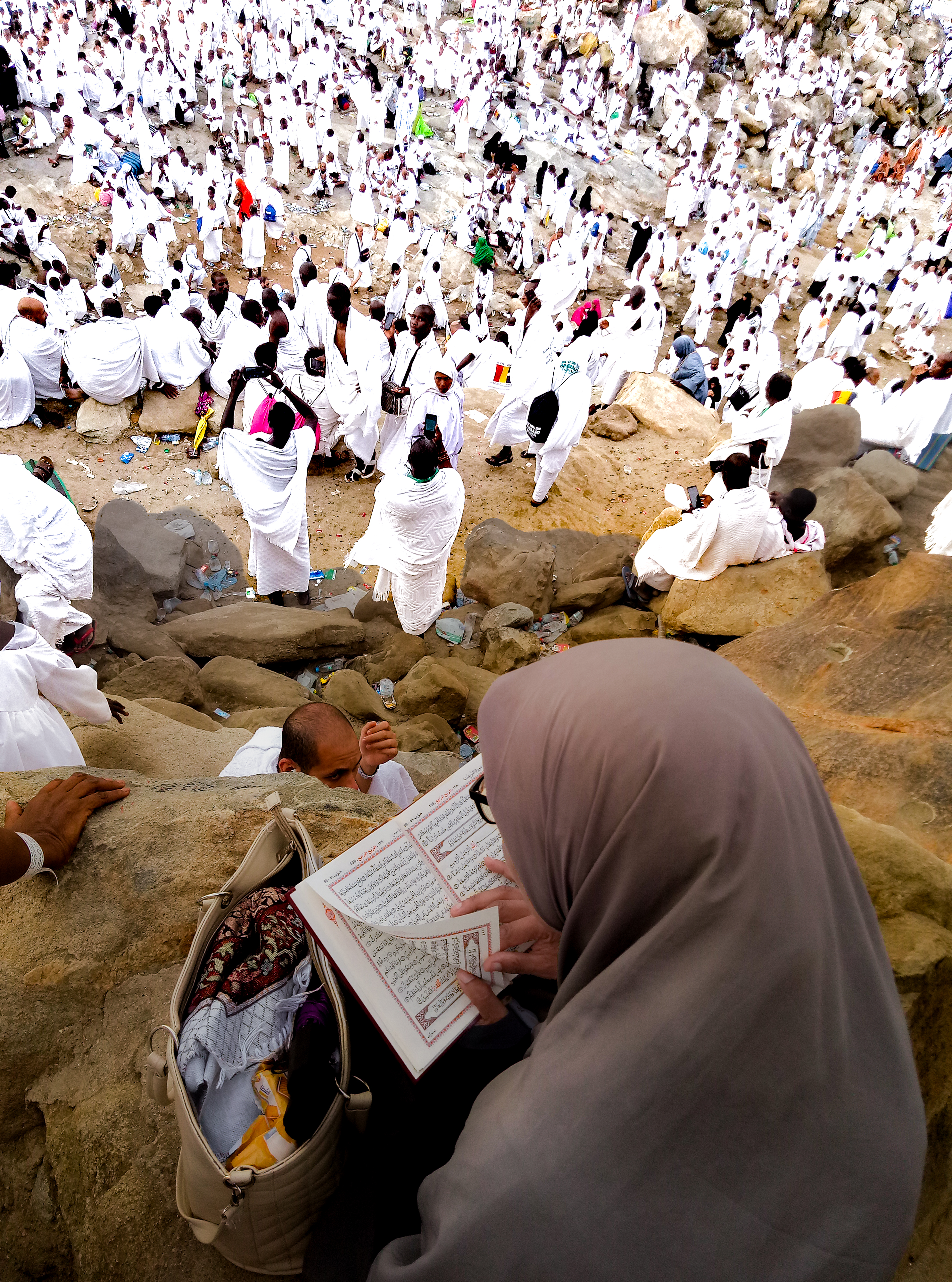
Monte Arafat durante el hach con peregrinos rezando.
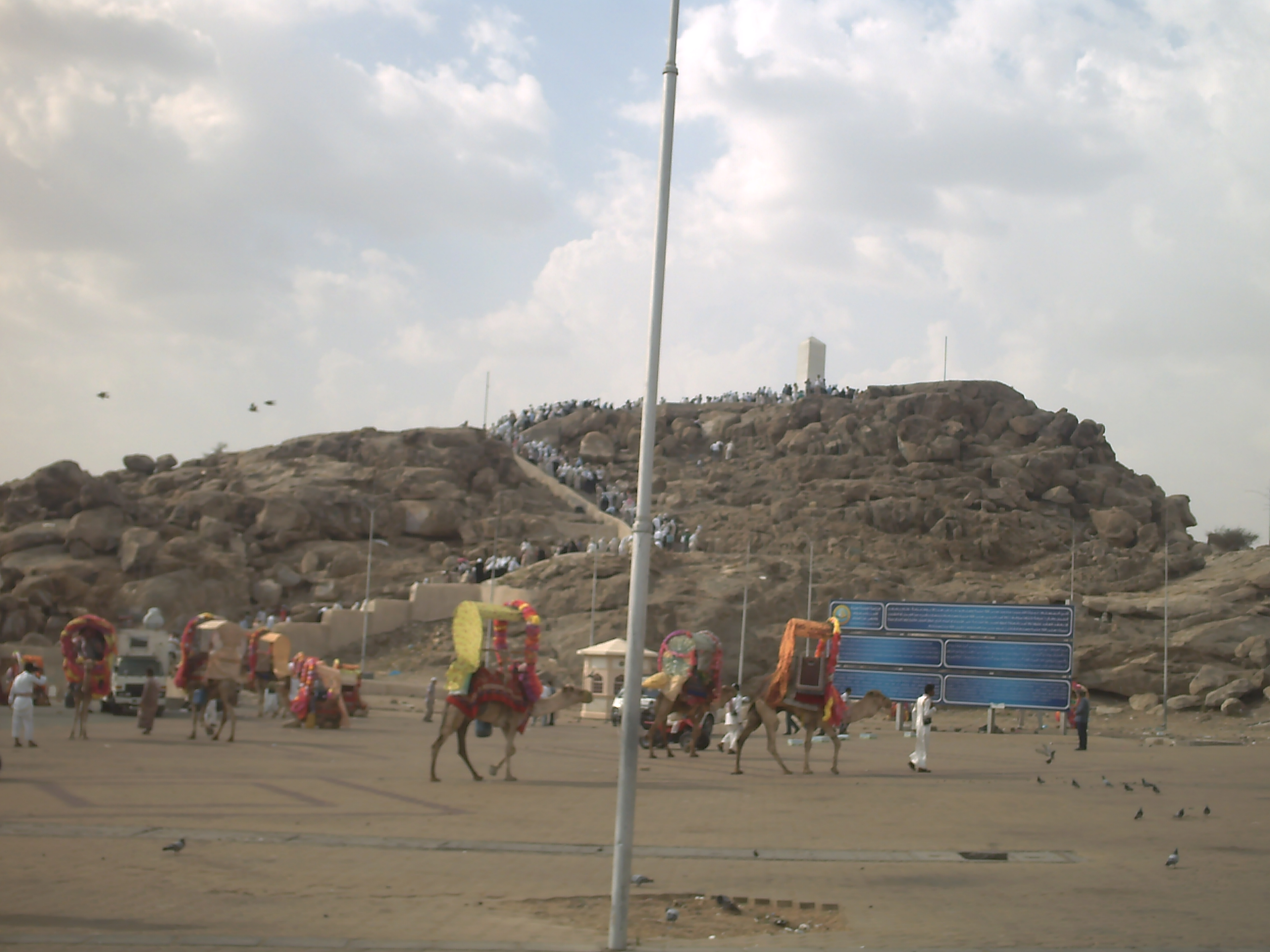
Monte Arafat, a pocos kilómetros de La Meca.

## Características

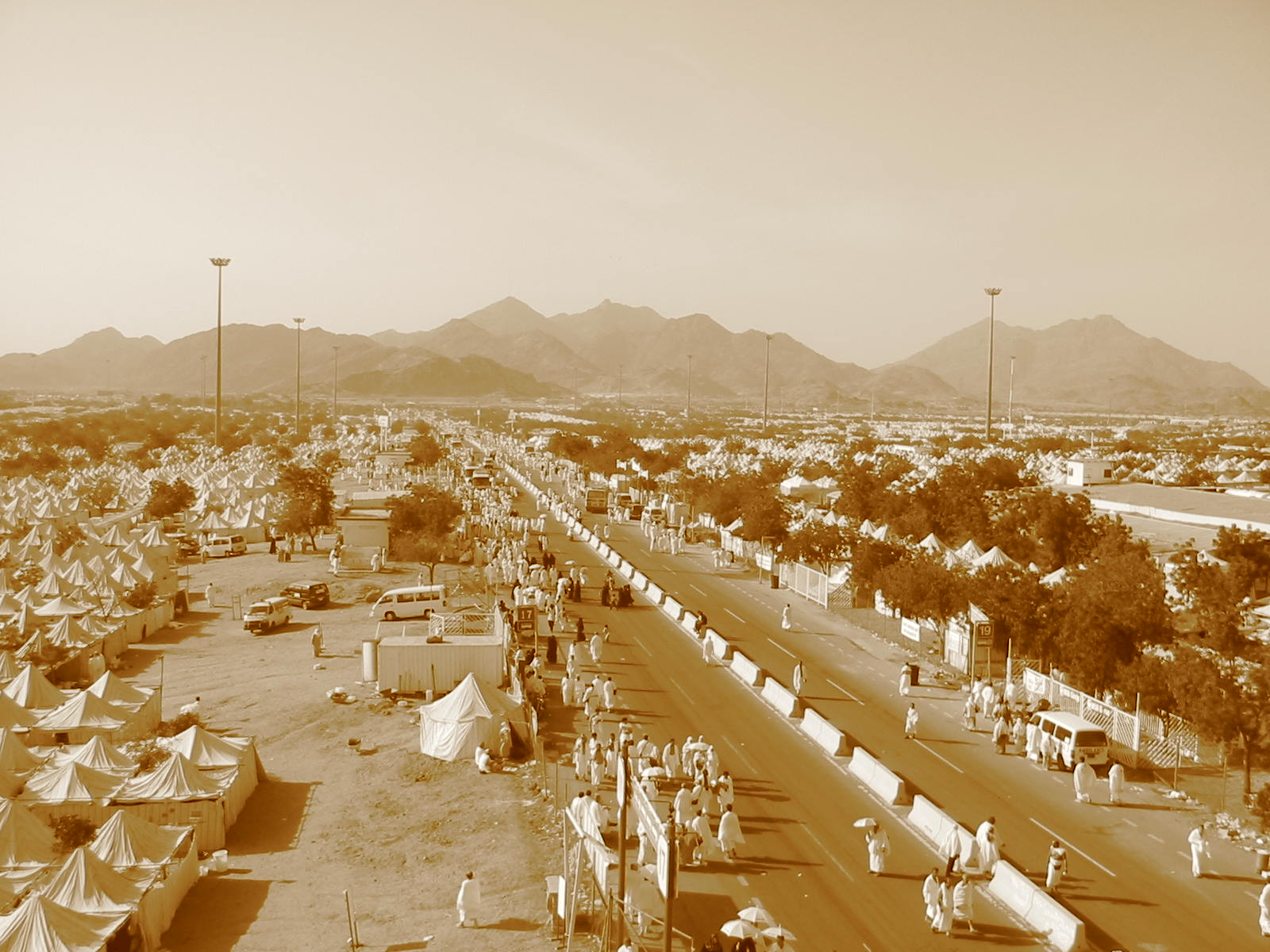
Día del Hach.

El hach es el quinto de los llamados pilares del islam. El musulmán debe peregrinar al menos una vez en la vida a la ciudad de La Meca, siempre y cuando tenga los medios económicos y las condiciones de salud necesarias. La palabra حَاجّ (ḥāǧǧ) o حَاجِّي (ḥāǧǧī) —«peregrino», con una a larga que no suele aparecer en las transcripciones— se antepone como título honorífico al nombre de quien ha realizado la peregrinación, y por extensión es un modo respetuoso de interpelar a las personas mayores.
Se lleva a cabo durante el mes de du l-hiyya (ذو الحِجّة [ḏū al-ḥiǧǧa]: «el de la peregrinación», duodécimo del calendario musulmán). Existen peregrinaciones menores que pueden hacerse en otros momentos.
Esa fecha, lo mismo que cualquier otra del calendario de la hégira o islámico, no tiene una correspondencia fija con el calendario gregoriano, debido a que este es solar y, en cambio, el islámico es lunar y tiene 11 días menos cada año. Como referencia se puede indicar que: el mes ḏū l-ḥiŷŷa del año 1438 de la Hégira tuvo lugar entre el 30 de agosto y el 4 de septiembre de 2017.
El ritual de la peregrinación varía ligeramente según se viva en la región de La Meca o se venga de fuera, particularmente el de la sacralización o ihrām, que se hace a la entrada del territorio sagrado. También las escuelas jurídicas del islam marcan sus propios matices. En términos generales es el siguiente:
- El primer día, 8 de du l-hiyya, se declara la intención (niyya) de hacer la peregrinación mediante una fórmula repetida tres veces. 
  - El peregrino entra en estado de ihrām o sacralización.
  - Se dan siete vueltas alrededor de la Kaaba y se besa la Piedra Negra (matāf).
  - Se hace siete veces el recorrido entre dos lugares llamados Safā y Marwa (separados por 420 m) en recuerdo de la errancia de Agar cuando buscaba agua para su hijo Ismael. Después, se bebe agua del pozo Zamzam (سَعْيي [sa‘yi], «esfuerzo, búsqueda»).
  - Seguidamente se acude al lugar llamado Mina, a 4 km de la ciudad, y se hacen las oraciones del mediodía, de la puesta de sol y del alba.
- El segundo día, 9 de du l-hiyya, por la mañana, se va al monte Arafat (a 20 km) y allí se realizan las oraciones del mediodía y de la tarde. Se permanece allí hasta la puesta de sol, pues fue en ese momento cuando Mahoma pronunció su discurso de despedida (وُقوف [wuqūf], «alto, pausa»).
  - Tras la puesta de sol se va a otro lugar, Muzdalifah, donde se rezan las oraciones nocturnas. En Muzdalifa los peregrinos buscan piedras, que usarán al día siguiente.
- El tercer día, 10 de du l-hiyya, tras rezar la oración matutina, los peregrinos vuelven a Mina. Ese día es también el del Aid al-Kabir o fiesta del sacrificio. En el camino hay tres pilares que simbolizan los tres puntos del recorrido donde Iblís, el demonio, intentó disuadir a Abraham. El peregrino lapida los pilares con las piedras recogidas la víspera, en lo que se conoce como la lapidación del diablo. Algunos rituales marcan que debe sacrificarse asimismo un cordero en recuerdo del que Abraham sacrificó en lugar de su hijo. 
  - De regreso a la mezquita donde está la Kaaba, se repiten las circunvalaciones y los recorridos entre Safā y Marwa.
  - Finalmente, se hace una última circunvalación, la del adiós, y se sale del estado de ihrām: los hombres se rapan la cabeza y las mujeres se cortan unos pequeños mechones.

A menudo los peregrinos aprovechan la peregrinación para hacer a continuación una visita a la ciudad de Medina, donde están enterrados Mahoma y otros Sahaba.